# I nutrimenti terrestri
I nutrimenti terrestri (titolo originale Les Nourritures terrestres) è un'opera dello scrittore, André Gide, premio Nobel per la letteratura nel 1947.

## Temi trattati e diffusione
Prima opera di nota dello scrittore, in essa si ritrovano temi basati sul pensiero filosofico, vi si parla di esperienze di vita e morale. Le vendite migliorarono dopo il primo dopoguerra; nel 1935, l'autore aggiunse "I nuovi" al titolo; la frase che racchiudeva il suo pensiero era «Ho bisogno della felicità di tutti per essere felice».
L'opera si presenta come una "suite" di momenti lirici intrecciati a recitazioni, riflessioni e sogni. tutta l'azione di questo vero e proprio saggio ruota attorno al discorso che il narratore indirizza al giovane Nathanael raccontandogli le proprie esperienze e anche degli aneddoti ispirati alle lezioni del proprio maestro Ménalque. Questo saggio può essere considerato a tutti gli effetti un manuale di edonismo. È importante ricordare che Ménalque ha i tratti caratteristici dell'irlandese Oscar Wilde.

## Edizioni in italiano
- André Gide, I nutrimenti terrestri; e I nuovi nutrimenti, traduzione di R. Arienta, A. Mondadori, Milano 1948
- André Gide, I nutrimenti terrestri; Paludi traduzioni di Maura Miglietta Ricci e Franco Cordelli, Garzanti, Milano 1975
- André Gide, I nutrimenti terrestri: Paludi, traduzione dal francese di Elina Klersy Imberciadori e Franco cordelli, Garzanti, Milano 1988
- André Gide, I nutrimenti terrestri, traduzione di Gianni D'Elia, Einaudi, Torino 1994
- André Gide, Paludi; I nutrimenti terrestri, introduzione di Lanfranco Binni; traduzione di Franco Cordelli e Elina Klersy Imberciadori, Garzanti, Milano 1998
- André Gide, I nutrimenti terrestri, traduzione di Andrea Montemagni, Edizioni clandestine, Massa (MS) 2021